# François Bruel
Pour les articles homonymes, voir Bruel.
François Bruel, né à Paris en 1959, est un réalisateur de films d'animation, illustrateur et auteur français de jeux de société.

## Biographie
François Bruel est l'auteur du personnage de dessin animé Ernest le vampire, une série créée dans les années 1980. Il réalise le lettrage des quatre volumes de la série L'Anneau du Nibelung et reçoit pour cela le grand prix du graphisme en 1985 ; son lettrage est réalisé à la plume sergent-major, en écriture Garamond sophistiquée.  Son court-métrage Mendrol (1987) rend hommage à Louis Feuillade et obtient le prix Émile Reynaud en 1988.
Il vit et travaille en Seine-et-Marne.

## Ludographie
- Shazamm!, 2003, avec Philippe des Pallières, Éd. Lui-même.

## Illustrations de jeux
- La Guerre des moutons, 2002, Philippe des Pallières, Éd. Asmodée, As d'or Jeu de l'année  2003.
- Camelot, 2002, Reiner Knizia, Éd. Asmodée.
- Malédiction !, 2008, Andreas Pelikan, Filosofia